# Гладков, Михаил Павлович
Михаи́л Па́влович Гладко́в (4 (26) февраля 1897, Севастополь — январь 1987, Ленинград) — советский военный моряк, инженер-контр-адмирал (31 мая 1944).

## Биография
В РККА с ноября 1917 года; В ВМФ с 1918; член компартии с 1926.
С 1914—1917 год — Одесское училище торгового мореплавания.
С апреля 1917 года — школа мичманов военного времени в Петрограде.
С ноября 1917 года — комиссар техотдела БФ.
С марта 1918 года, в годы Гражданской войны на ЛК «Петропавловск» воевал против белофиннов и английских интервентов, в экспедиционном отряде моряков на Южном фронте против войск генерала А. И. Деникина. Старший котельный механик бригады ЛК.
С ноября 1920 года — трюмный механик Петроградского военного порта.
С апреля 1921 года — наблюдающий по ремонту судов Севастопольского военного порта МСЧМ.
С сентября 1921 года — преподаватель Машинной школы в Кронштадте.
С июля 1922 года — вахтенный и старший механик ЭМ «Энгельс» МСБМ.
С декабря 1927 года — начальник мастерских.
С января 1929 года производственного отдела Севастопольского военного порта МСЧМ.
С января 1933 года — Военно-транспортная академия имени Л. М. Кагановича.
С ноября 1937 года — начальник отделения Управления ВМС РККА.
С января 1938 года — начальник 3-го отдела ИУ.
С сентября 1940 по май 1941 года — старший уполномоченный Постоянной приемной комиссии при наркомате ВМФ и начальник отдела плавсредств и гаваней ВМФ.
В Великую Отечественную войну вступил в той же должности.
Из аттестации: «В июне—июле 1941 года лично руководил обеспечением подвоза техники, боезапаса и бойцов для операций флота и воинских частей на южном побережье Финского залива и островах… в сентябре—октябре 1941 года руководил перевозками грузов через Керченский пролив и между портами Одесса—Севастополь». Начальник Управления вспомогательных судов и гаваней ВМФ с июля 1943 года. Из наградного листа: «Волевой, инициативный и решительный руководитель. Проделал большую работу по организации службы и эксплуатации вспомогательного флота и гидромеханическому оборудованию всех морских баз в условиях Отечественной войны. Вспомогательный флот с возложенными на него задачами в сложных условиях воздушной и подводной войны справился».
С августа 1950 года — заместитель начальника Управления судоремонтных предприятий и доков ВМС.
С сентября 1951 года — начальник кафедры эксплуатации водного транспорта факультета военно-морских и речных систем Военно-транспортной академии имени Л. М. Кагановича.
С апреля 1953 года в запасе.

## Награды
- Орден Ленина (1945)[2];
- Орден Красного Знамени (1944)[3];
- Орден Красного Знамени (1947);
- Орден Нахимова II степени (1945)[4];
- Орден Отечественной войны I степени (1943);
- Орден Отечественной войны I степени (1985)[5];
- Медаль «XX лет Рабоче-Крестьянской Красной Армии» (1938)[6]];
- Медаль «За победу над Германией в Великой Отечественной войне 1941—1945 гг.»;
- и другие медали.
- знак «50 лет пребывания в КПСС»